# Faye Reagan
Faye Reagan dříve Faye Valentine (* 19. září 1988, Las Vegas, Nevada) je americká pornoherečka.
Faye se objevila celkem ve čtyřech scénách pornografického filmu The Gauntlet 3; jednalo se o interraciální (doslova „mezirasové“) orální scény s Jackem Napierem, scénu z orgií, creampie a orální gang bang s osmnácti muži. Údajně měla spolykat všechno sperma z poslední zmíněné scény a všechny tyto čtyři scény byly natočeny v jeden den. Nenatáčí anální sex. V květnu 2008 byla jednou ze čtyř fotomodelek Fresh New Faces na Adult Video News. V červnu téhož roku se objevila na 12. ročníku kongresu Erotic LA v Losangeleském kongresovém centru. Od roku 2007 je zasnoubená s pornohercem Danem Crossem, se kterým natáčí. V polovině roku 2008 se objevila v reklamě pro American Apparel. V červnu 2009 oznámila, že bude znovu točit i s jinými pornoherci než se svým snoubencem.

## Ocenění a nominace
- 2009 AVN Award nominee – Best New Starlet[8]
- 2009 AVN Award nominee – Best Solo Sex Scene – Paid Companions[8]
- 2009 AVN Award nominee – Best Oral Sex Scene – The Gauntlet 3[8]
- 2009 AVN Award nominee – Best Group Sex Scene – The Gauntlet 3[8]
- 2009 XRCO Award nominee – New Starlet[9]
- 2009 XRCO Award nominee – Cream Dream[9]
- 2010 AVN Award nominee – Best All-Girl Three-Way Sex Scene – All About Ashlynn 2: Girls Only[10]
- 2010 AVN Award nominee – Best Tease Performance – Young & Glamorous[10]